# Jalová, Snina
Jalová este o comună slovacă, aflată în districtul Snina din regiunea Prešov. Localitatea se află la altitudinea de 350 m deasupra n.m., se întinde pe o suprafață de 2,79 km2 și în 2017 număra 64 de locuitori. Se învecinează cu Stakčín și Pčoliné, Snina.

## Istoric
Localitatea Jalová este atestată documentar din 1568.

## Demografie
| An:                | 1994 | 2004   | 2014    | 2024    |
| ------------------ | ---- | ------ | ------- | ------- |
| Număr de persoane: | 97   | 89     | 73      | 60      |
| Diferență:         |      | −8,24% | −17,97% | −17,80% |

| An:                | 2023 | 2024   |
| ------------------ | ---- | ------ |
| Număr de persoane: | 63   | 60     |
| Diferență:         |      | −4,76% |